# パウル・リンケ
パウル・リンケ（Paul Lincke、1866年11月7日 - 1946年9月4日）は、ドイツのオペレッタの作曲家である。ドイツでは「ベルリン・オペレッタの父」と呼ばれている。
作品のうち『ベルリンの空気』（ベルリンの風、ベルリンの大気とも。Berliner Luft）は、ベルリンの非公式の「市歌」となっている。

## 生涯
ベルリンの様々な劇場で活躍し、また自らの作品のためアポロ出版（Apollo-Verlag）を設立している。1941年の誕生日にはベルリン市から名誉市民の称号が贈られた。1946年にハーネンクレーにて他界した。なおベルリンには現在、彼の名を冠する通りがある (Paul-Lincke-Ufer)。
1904年に作曲された『ベルリンの空気』は、元は同名のオペレッタ作品の中の1曲であったが、1899年初演のリンケの別のオペレッタ作品『ルナ夫人』（Frau Luna）が1922年に改訂された際に『ルナ夫人』へ組み入れられた。『ルナ夫人』は、ベルリンっ子の冒険家一団が熱気球で月世界に行き、ルナ夫人こと月世界の王妃の宮廷で歓待されるという筋書きである。
その他のオペレッタには『インドラの王国』（Reich des Indra）や『リュジストラータ』（Lysistrata）などがある。なお『リュジストラータ』のアリエッタ「Glühwürmchen」は1940年にジョニー・マーサーにより翻訳され、「Glow Little Glow Worm」の名でミルズ・ブラザーズなどにより演奏されて英語圏でも親しまれた。このほかにもリンケのオペレッタに登場する行進曲やワルツは単独で、あるいはメドレーのような形の編曲で親しまれている。

## 作品一覧

### オペレッタ
- 地上のヴィーナス（Venus auf Erden ベルリン 1897年）
- ルナ夫人（Frau Luna ベルリン 1899年）
- インドラの王国（Im Reiche des Indra ベルリン 1899年）
- リュジストラータ（Lysistrata ベルリン 1902年）
- グリグリ（grigri 1911年）
- カサノヴァ（Casanova ダルムシュタット 1913年）
- 愛の夢（Ein Liebestraum ハンブルク 1940年）

### 歌つきの舞曲
- Schenk' mir doch ein kleines bißchen Liebe
- Bis früh um fünfe, kleine Maus
- Schlösser, die im Monde liegen
- Glühwürmchen
- Berliner Luft

## ギャラリー

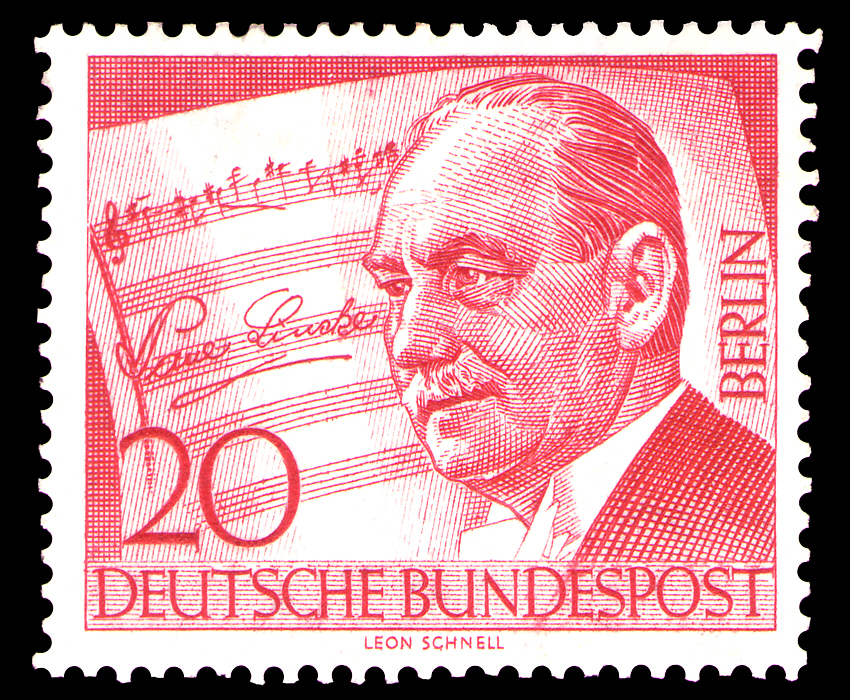
1956年の切手
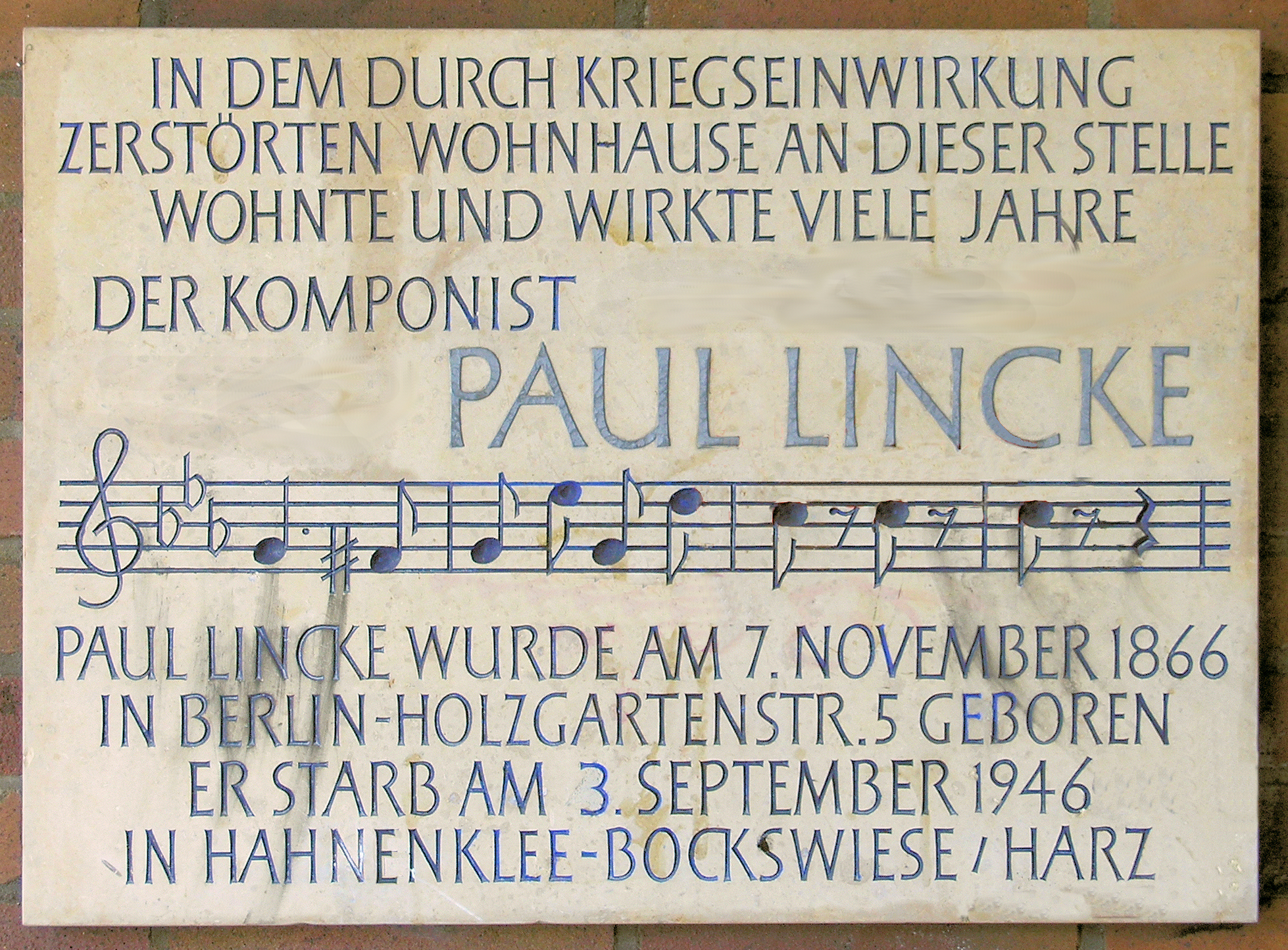
ベルリンのオラーニエン通り64番地にある記念碑。「戦争で破壊されたこの地の家に、作曲家パウル・リンケが長年住み、仕事をしていた。パウル・リンケは 1866年11月7日にベルリンのホルツガルテン通り5番地に生まれ、1946年9月3日にハルツ山地のハーネンクレー- ボックスヴィーゼで亡くなった。」

## 参考資料
1. ↑  http://www.theatertexte.de/data/apolloverlag_paul_lincke/show_verlagsportrait
2. ↑  http://www.parlament-berlin.de/de/Das-Haus/Berliner-Ehrenbuerger/Paul-Lincke?open&ref=9BV9PW136SHEQ
3. ↑  水野光二「空飛ぶオペレッタ ―P.リンケとベルリン・オペレッタの誕生―」『明治大学教養論集』第435号、明治大学教養論集刊行会、2008年3月31日、285-303頁。※『ベルリンの空気』が『ルナ夫人』に組み込まれたことの説明は291頁を参照。